# Adelheid Eichhorn
Adelheid Eichhorn (* 15. November 1947 in Rudolstadt als Adelheid Volkstedt) ist eine deutsche Malerin, Grafikerin und Buchillustratorin.

## Leben
Eichhorn studierte von 1967 bis 1972 an der Hochschule für Grafik und Buchkunst Leipzig (HGB) in der Klasse von Werner Tübke und Rolf Kuhrt. Kuhrt unterstützte Eichhorns Affinität zur Lyrik. Der Schwerpunkt ihrer Diplomarbeit lag auf Zeichnungen zu Puschkin. 1972 erhielt sie das Diplom in Malerei und Grafik.
Sie heiratete 1972 den Maler und Grafiker Ulrich Eichhorn (* 1944) und begann, lyrische Arbeiten zu illustrieren. Ab 1973 steuerte sie zu Bänden der Lyrikreihe Poesiealbum Grafiken bei. 1993 erhielt Adelheid Eichhorn Lehraufträge für Malerei und Grafik an der Fachhochschule Jena. 1999 setzte sie das Weimar99 Projekt, Ausstellung Klangfelder Erfurt um. 2001 nahm sie an der Ausstellung „Konkret-Informel“ im Kunsthaus Apolda teil.
Adelheid Eichhorn lebt heute als freischaffende Künstlerin in Rudolstadt und Leipzig.

## Illustrationen
- Siegfried Maaß: Vier Wochen eines Sommers. Illustrationen von Adelheid Eichhorn, Verlag Neues Leben, Berlin 1990
- Gottfried Keller: Romeo und Julia auf dem Dorfe. Mit 16 Illustrationen von Adelheid Eichhorn, Hahn’s Verlag, Leipzig, 1972 (weitere Auflagen im Greifenverlag Rudolstadt)

Für die Lyrikreihe Poesiealbum:
- 1973: Jewgeni Jewtuschenko, ausgewählt von Bernd Jentzsch. Umschlagvignette und Grafik: Adelheid Eichhorn (Poesiealbum 69)
- 1986: Gedichte von Antonio Machado, Grafik: Adelheid Eichhorn (Poesiealbum 229)
- 1990: Lyrik von August von Platen, Grafik: Adelheid Eichhorn (Poesiealbum 275)